# Phalombe (dystrykt)
Phalombe – dystrykt w Malawi, w regionie Południowym. Według danych z 2018 roku populacja dystryktu wynosiła 429 450 osób.

## Sąsiednie dystrykty
- Mulanje – południe
- Zomba – północ